# Robert Reed (muzikant)
Robert (Rob) Reed (Ferndale, 1968) is een Welsh multi-instrumentalist, componist en producer. op school was hij actief binnen de band Cyan, dat drie albums zou uitbrengen. Hij was mede-oprichter van de progressieve-rockband Magenta in 2000. Hij moest zijn bijdragen aan deze band onderbreken wegens ziekte, waarna hij soloalbums opnam. Latere inspiratie voor solowerk volgde uit een behoefte om  muziek in andere stijlen te maken.

## Discografie

### Cyan
- 1993: For king and country; opnieuw opgenomen en uitgegeven in 2021
- 1994: Pictures from the other side, opnieuw opgenomen en uitgegeven in 2023 onder de titel Pictures from another side
- 1999: The creeping vine

### Robert Reed
De albums uitgebracht onder de titels Sanctuary zijn geïnspireerd op het werk van Mike Oldfield.
- 2020: Cursus 123430
  - album met elektronische muziek, gemaakt tijdens de coronapandemie; muziek is geïnspireerd op muziek van Vangelis, Jean Michel Jarre en Kitaro[1]
  - samenwerking met Les Penning, die hiervoor een sciencefictionverhaal schreef over de ondergang van de Aarde als gevolg van oorlog en industrialisatie; hij werkte eerder samen met Mike Oldfield (Ommadawn)
  - opgenomen in juli en augustus 2020 in de Big Studios met analoge synthesizerapparatuur (Waldrof Streichfett String Synthesizer, Behringer Vocodor VC340, Behringer Poly D, Korg ARP Oddyssey, Boss Dr. Groove DR-202 drum machine, Roland SH-200, Behringer Pro-1 Analog synthesizer, Moog Minotaur, Access Virus TI Snow)
  - tracks: 1; Erthynge (8:19), 2: The hawk and the harbinger of dawn (1:20), 3: Stoneborn watchers (5:24), 4: The man of sight and feathers (8:08), 5; Witness (4:39), 6: Stoneglow warning (6:31), 7: Stalemate (5:05), 8: Dust and flowers in a lost eden (0:54), 9: Gatherings at farewell places (7:35), 10 Erthsheelde (A. Exocus, B:The odyssey of souls, C: Erthynge; 8:09)
- 2020: Cursus (A symphonic poem)
  - tegenhanger van Cursus 123430; de elektronische muziek is vervangen door orkestklanken en ingekrompen tot een suite, orkestklanken ontlokt uit synthesizers
  - tracks: 1: Cursus-A symphonic poem (18:45) ; 2: Stongelow warnings (remix, 4:54), 3: Man of sight and feathers (remix, 5:37), 4: Stalemate (remix, 3:23), 5: Witness (pianodemo, 3:09) en 6: Man of sight and feathers (pianodemo, 4:05)[2]
- 2021: The ringmaster, volume 1
- 2022: The ringmaster, volume 2